# Enock Kwateng
Enock Kwateng, né le 9 avril 1997 à Mantes-la-Jolie, est un footballeur français qui évolue au poste d'arrière latéral au Botev Plovdiv.

## Biographie

### Carrière en club
Enock Kwateng est d'origine ghanéenne. Élevé dans le quartier du Val Fourré à Mantes-la-Jolie, il signe sa première licence dans l'équipe de sa ville natale à l'âge de sept ans. 
Après des performances convaincantes au FC Mantois où il s'impose rapidement dans l'équipe première, il est repéré par le FC Nantes en 2012.
Il fait ses débuts en Ligue 1 le 15 août 2015 face au Angers SCO dans un match nul et vierge.
En fin de contrat avec Nantes, Enock Kwateng s'engage le 6 juin 2019 avec les Girondins de Bordeaux pour un contrat de quatre ans  jusqu'en juin 2023.

### Carrière en sélection nationale
Le 24 juillet 2016, il devient champion d'Europe avec l'équipe de France U19.

## Statistiques
| Saison                | Club                  | Championnat           | Championnat | Championnat | Coupe nationale | Coupe nationale | Coupe de la Ligue | Coupe de la Ligue | Compétition(s) continentale(s) | Compétition(s) continentale(s) | Compétition(s) continentale(s) | Total | Total |
| Saison                | Club                  | Division              | M.          | B.          | M.              | B.              | M.                | B.                | Comp.                          | M.                             | B.                             | M.    | B.    |
| 2015-2016             | FC Nantes             | Ligue 1               | 2           | 0           | 1               | 0               | -                 | -                 | -                              | -                              | -                              | 3     | 0     |
| 2016-2017             | FC Nantes             | Ligue 1               | 7           | 0           | -               | -               | 1                 | 0                 | -                              | -                              | -                              | 8     | 0     |
| 2017-2018             | FC Nantes             | Ligue 1               | 1           | 0           | -               | -               | -                 | -                 | -                              | -                              | -                              | 1     | 0     |
| 2018-2019             | FC Nantes             | Ligue 1               | 30          | 0           | 2               | 0               | 1                 | 0                 | -                              | -                              | -                              | 33    | 0     |
| Sous-total            | Sous-total            | Sous-total            | 40          | 0           | 3               | 0               | 2                 | 0                 | -                              | -                              | -                              | 45    | 0     |
| 2019-2020             | Girondins de Bordeaux | Ligue 1               | 14          | 0           | 1               | 0               | -                 | -                 | -                              | -                              | -                              | 15    | 0     |
| 2020-2021             | Girondins de Bordeaux | Ligue 1               | 9           | 0           | -               | -               | -                 | -                 | -                              | -                              | -                              | 9     | 0     |
| Sous-total            | Sous-total            | Sous-total            | 23          | 0           | 1               | 0               | -                 | -                 | -                              | -                              | -                              | 24    | 0     |
| Total sur la carrière | Total sur la carrière | Total sur la carrière | 63          | 0           | 4               | 0               | 2                 | 0                 | -                              | -                              | -                              | 69    | 0     |

## Palmarès
Il est champion d'Europe avec l'équipe de France des moins de 19 ans en 2016.
Il est convoqué en Équipe de France des moins de 20 ans pour la coupe du monde en Corée du Sud.